# ماركوس بالميرت
ماركوس بالميرت (بالألمانية: Markus Ballmert)‏ (27 نوفمبر 1993 بفرانكفورت في ألمانيا - ) هو لاعب كرة قدم ألماني في مركز الدفاع.

## روابط خارجية
- ماركوس بالميرت على موقع قاعدة بيانات كرة القدم.إي يو (الإنجليزية)
- ماركوس بالميرت على موقع عالم كرة القدم.نت (الإنجليزية)